# 伝左山古墳
伝左山古墳（でんざやまこふん）または繁根木古墳（はねぎこふん）は、熊本県玉名市繁根木にある古墳。形状は円墳。玉名市指定史跡に指定されている（指定名称は「伝左山古墳」）。

## 概要
熊本県北部、繁根木川西岸の台地南側縁辺付近に築造された古墳である。発見当初は地名から「繁根木の古墳」と称されたが、昭和40年以来は所在する「伝左山」の丘陵名を冠して呼称される。南側には埴輪多数が出土した大型前方後円墳とされる稲荷山古墳が所在する。江戸時代の安政4年（1857年）に古墳として発見され、1884・1885年（明治17・18年）頃・1965年（昭和40年）にも副葬品が出土している。
墳形は円形で、直径35メートル・高さ約5メートルを測る（西側または南側に前方部をもった前方後円墳の可能性もある）。墳丘は2段築成。埋葬施設は墳頂部における舟形石棺と墳丘中腹における横穴式石室の2基である。横穴式石室は、玄室（後室）・前室から構成される複室構造の石室で、複室構造としては最古期に位置づけられる。副葬品として、墳頂部石棺の内外からは環頭大刀のほか刀剣・貝輪・鉄器・槍身などが、石室内からは環頭大刀のほか金環・垂飾付耳飾・玉類・甲冑・鉄鏃・刀剣などが出土している。特に垂飾付耳飾は朝鮮半島との交流がうかがえる資料として注目される。
築造時期は、古墳時代中期の5世紀後半頃と推定される。埋葬施設を墳頂部石棺と横穴式石室の2種類とする古墳は全国的にも珍しく、横穴式石室は初期の未発達なもので石室の変遷を考察するうえでも重要視される古墳である。
古墳域は1971年（昭和46年）に玉名市指定史跡に指定されている。

## 遺跡歴
- 安政4年（1857年）、倉庫建設の壁土採取の際に発見。石室内から副葬品出土：第一期発見[2]。
- 1884・1885年（明治17・18年）頃、調査。墳頂部石棺の内外から副葬品出土：第ニ期発見[2]。
- 1885年（明治18年）、墳頂に石祠の設置[1]。
- 1965年（昭和40年）、古墳域の市有地化に読もなう古墳内外の清掃・実測調査。石室内から副葬品出土：第三期発見[1]。
- 1971年（昭和46年）2月16日、「伝左山古墳」として玉名市指定史跡に指定。

## 埋葬施設
埋葬施設としては、墳頂部において舟形石棺（文献によっては家形石棺とする）が直葬され、墳丘中腹において横穴式石室が構築されている。
横穴式石室は、玄室（後室）・前室から構成される複室構造である。石室の規模は次の通り。
- 玄室（後室）：長さ2.3メートル、幅1.9メートル、高さ1.6メートル
- 前室：長さ1メートル、幅1メートル、高さ0.9メートル

玄室の平面形は縦長長方形、前室の平面形は横長長方形で、壁面には赤色顔料の塗布が認められる。玄室には扁平割石を使用し、壁面を著しく持ち送り、天井は穹窿状（ドーム状）を呈する。奥壁には石棚を設け、壁面には石障を配する。また奥壁・両側壁の3箇所には突起が認められる。

## 出土品

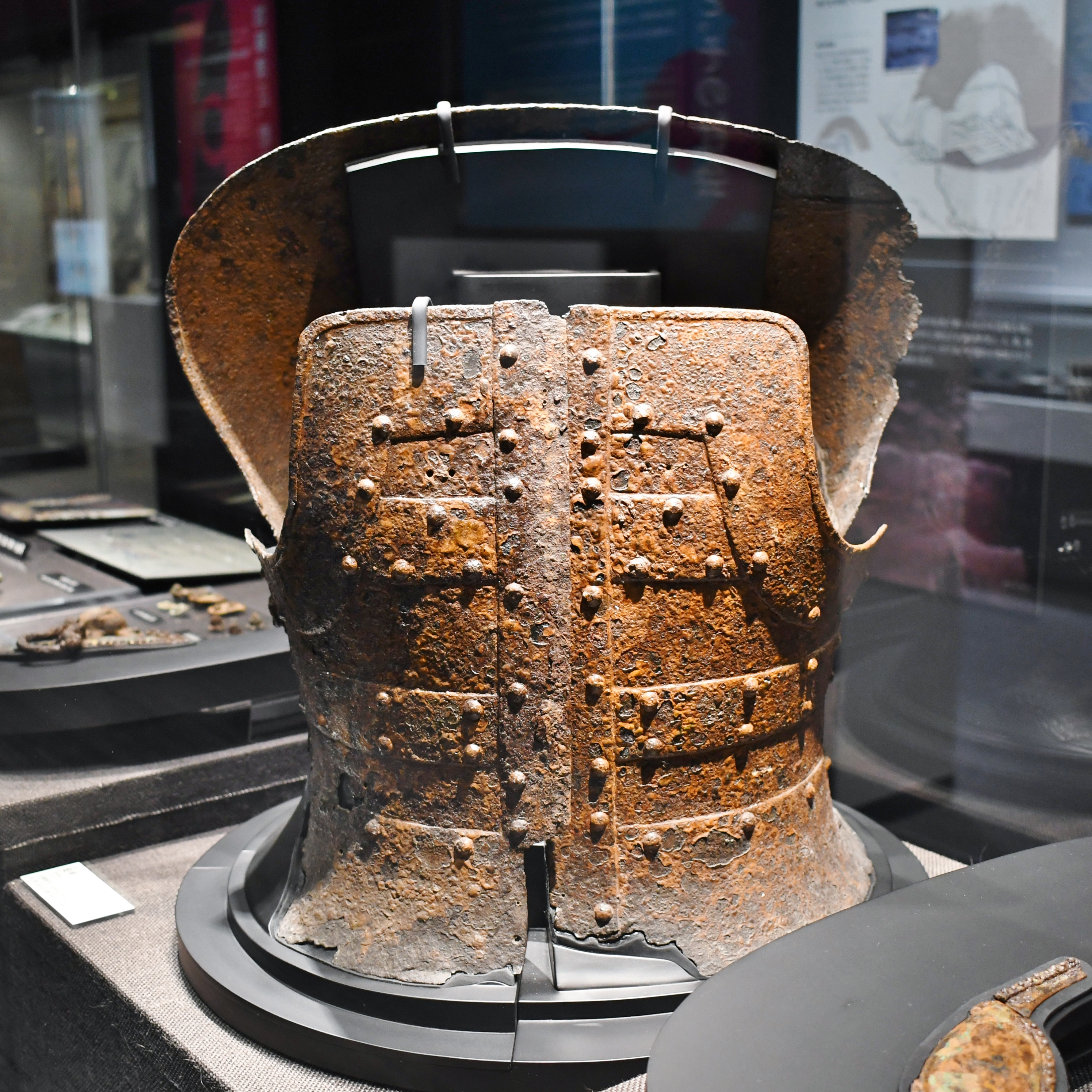
短甲熊本博物館展示（他画像も同様）。

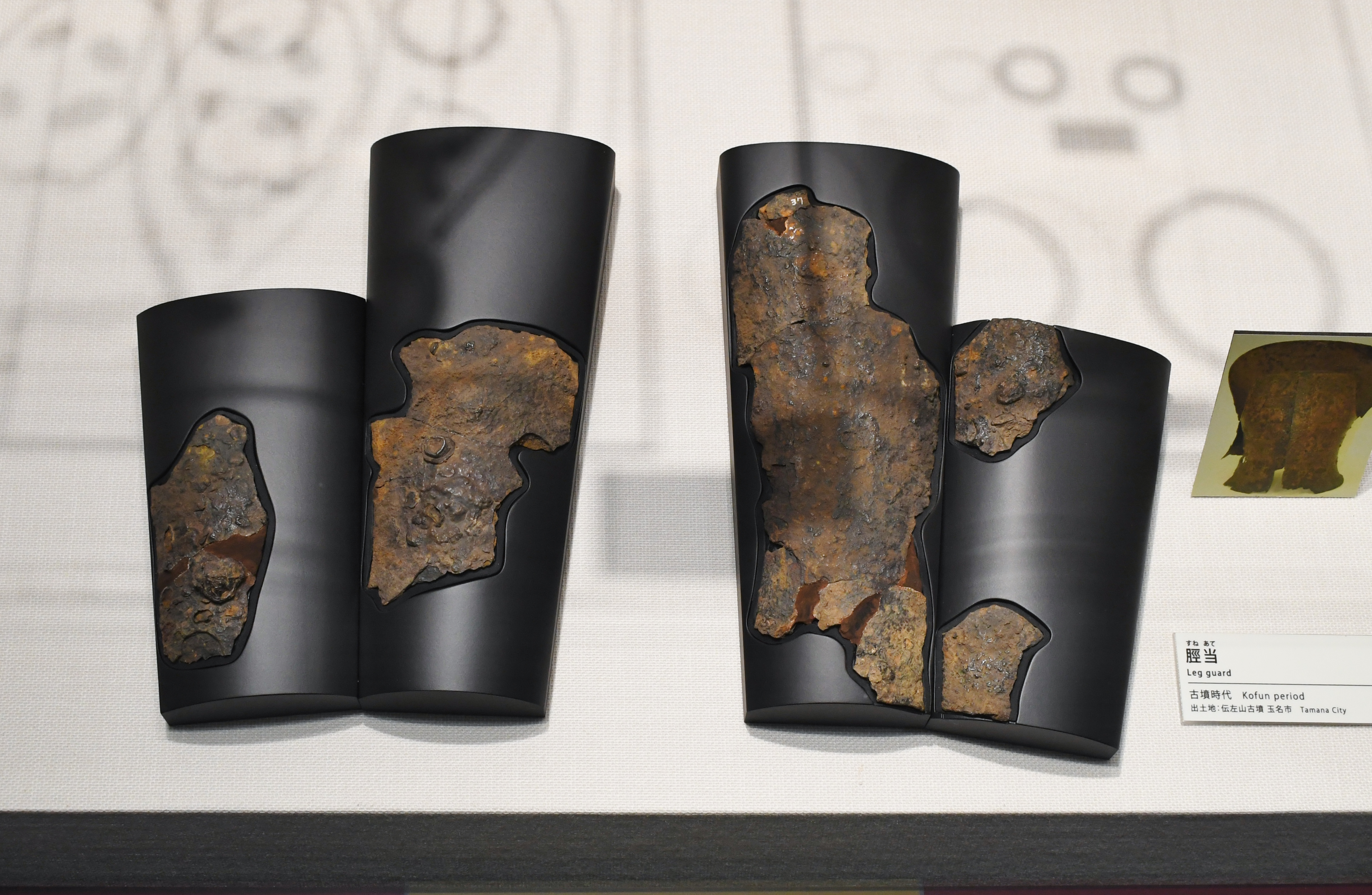
脛当

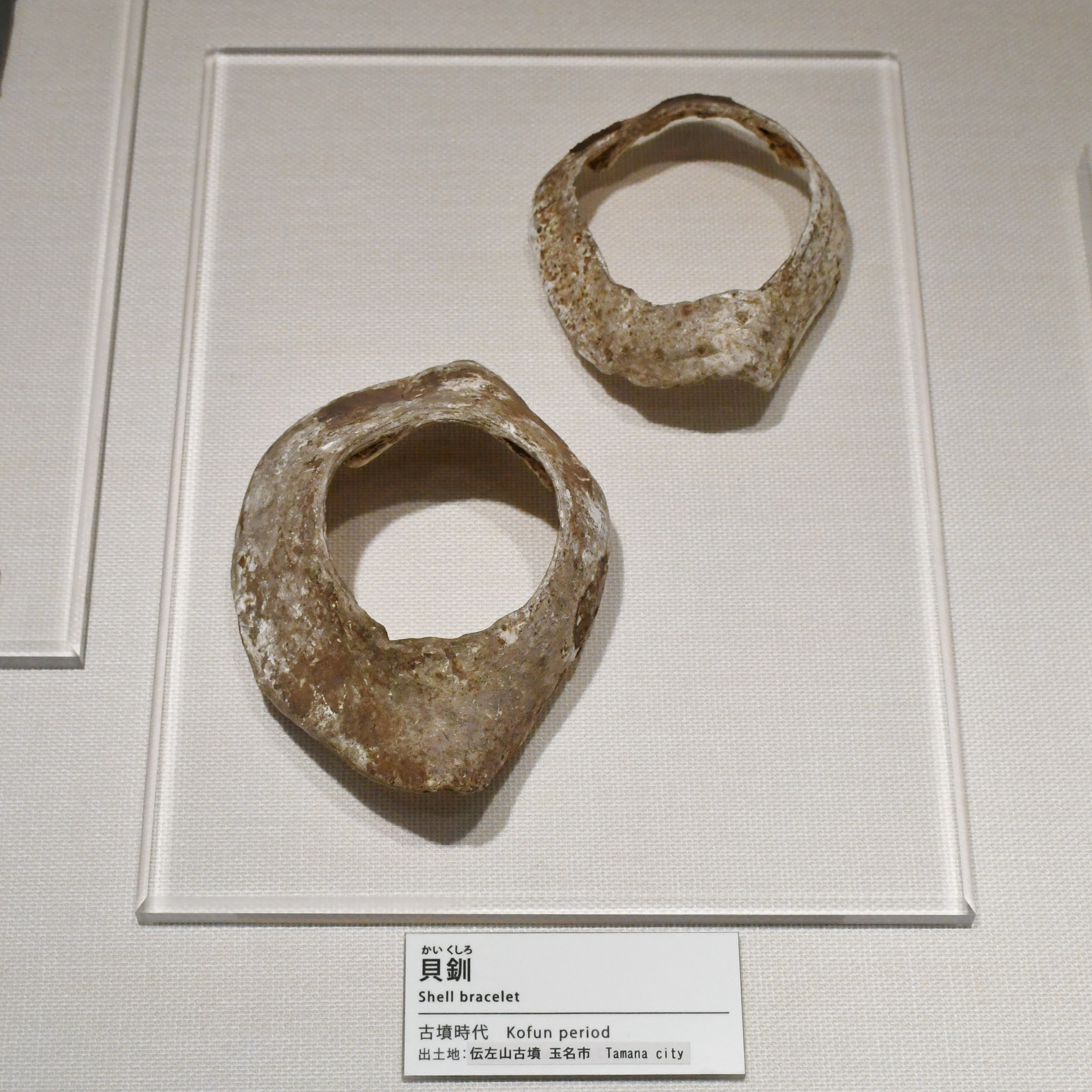
貝釧

伝左山古墳から出土した副葬品は次の通り。
安政4年出土
- 石棚
  - 短甲 1
  - 冑 3
  - 環頭大刀 数
- 床面東側
  - 鉄鏃 多数

明治17・18年頃出土
- 舟形石棺内
  - 環頭大刀 2
  - 刀剣 5
  - 貝釧 3 - 繁根木型。
  - 鉄器
- 棺外
  - 槍身 3

昭和40年出土
- 後室床面
  - 金環 1
  - 玻璃小玉 数十
  - 鉄鏃
- 後室排土
  - 金製垂飾付耳飾 1
  - 碧玉勾玉 1
  - 管玉 5
  - 色玻璃小玉 404
  - 鉄鏃
  - 刀剣片

## 文化財

### 玉名市指定文化財
- 史跡
  - 伝左山古墳 - 1971年（昭和46年）2月16日指定[4]。

## 関連施設
- 玉名市立歴史博物館こころピア（玉名市岩崎）
- 熊本博物館（熊本市中央区古京町） - 伝左山古墳の出土品を保管・展示。
- 東京国立博物館（東京都台東区） - 伝左山古墳の出土品を保管。

## 関連文献
（記事執筆に使用していない関連文献）
- 『伝左山古墳 出土品図録 -玉名市指定史跡「伝左山古墳」の出土品-』玉名市立歴史博物館〈玉名市立歴史博物館こころピア資料集成第8集〉、2013年。